# تشونيتشي دراغونز
تشونيتشي دراغونز (باليابانية: 中日ドラゴンズ) هو نادي كرة القاعدة ياباني تأسس في 1936، يقع مقره الرئيسي في ناغويا، وهو فريق البيسبول الأكثر شعبية في اليابان.

## وصلات خارجية
- الموقع الرسمي